# Episodi di The Roaring 20's (prima stagione)
La prima stagione della serie televisiva The Roaring 20's è andata in onda negli Stati Uniti dal 15 ottobre 1960 al 3 giugno 1961 sulla ABC.
| nº | Titolo originale                 | Prima TV USA     |
| -- | -------------------------------- | ---------------- |
| 1  | Burnett's Woman                  | 15 ottobre 1960  |
| 2  | Champagne Lady                   | 22 ottobre 1960  |
| 3  | The Velvet Frame                 | 29 ottobre 1960  |
| 4  | Vendetta on Bleecker Street      | 5 novembre 1960  |
| 5  | The Prairie Flower               | 12 novembre 1960 |
| 6  | Brother's Keeper                 | 19 novembre 1960 |
| 7  | Judge Seward's Secret            | 26 novembre 1960 |
| 8  | White Carnation                  | 3 dicembre 1960  |
| 9  | Bold Edition                     | 10 dicembre 1960 |
| 10 | Layoff Charley                   | 17 dicembre 1960 |
| 11 | The Maestro                      | 7 gennaio 1961   |
| 12 | Dance Marathon                   | 14 gennaio 1961  |
| 13 | Big Town Blues                   | 21 gennaio 1961  |
| 14 | Coney Red Hots                   | 28 gennaio 1961  |
| 15 | Two a Day                        | 4 febbraio 1961  |
| 16 | Black Saturday                   | 11 febbraio 1961 |
| 17 | Lucky Charm                      | 18 febbraio 1961 |
| 18 | Pie in the Sky                   | 25 febbraio 1961 |
| 19 | The Vamp                         | 4 marzo 1961     |
| 20 | War with the Night Hawkers       | 11 marzo 1961    |
| 21 | The Twelfth Hour                 | 18 marzo 1961    |
| 22 | The Salvation of Killer McFadden | 1º aprile 1961   |
| 23 | The Fifth Pin                    | 8 aprile 1961    |
| 24 | The Red Carpet                   | 15 aprile 1961   |
| 25 | Scandal Sheet                    | 22 aprile 1961   |
| 26 | Mademoiselle from Armentieres    | 29 aprile 1961   |
| 27 | Among the Missing                | 6 maggio 1961    |
| 28 | Right Off the Boat (1)           | 13 maggio 1961   |
| 29 | Right Off the Boat (2)           | 20 maggio 1961   |
| 30 | Million Dollar Suit              | 27 maggio 1961   |
| 31 | Royal Tour                       | 3 giugno 1961    |

## Burnett's Woman
- Prima televisiva: 15 ottobre 1960
- Diretto da: George Waggner
- Soggetto di: Samuel Fuller

### Trama
- Guest star: John Hoyt, Rusty Lane, Madlyn Rhue (Julie Fiore), Jimmy Cross, Keith Richards, Emile Meyer (Macdonald), Penny Santon (Mrs. Fiore), Lawrence Dobkin (Big Lou Burnett)

## Champagne Lady
- Prima televisiva: 22 ottobre 1960
- Diretto da: Leslie H. Martinson

### Trama
- Guest star: Leslie Parrish (Bubbles La Peer), Robert Rockwell (Mike Callahan), Robert Lowery (Lucky Marlowe)

## The Velvet Frame
- Prima televisiva: 29 ottobre 1960
- Diretto da: George Waggner

### Trama
- Guest star: Gloria Talbott (Sandy), John Banner (Otto Bauer), Joel Donte (Al)

## Vendetta on Bleecker Street
- Prima televisiva: 5 novembre 1960
- Diretto da: Marc Lawrence

### Trama
- Guest star: Peter Mamakos, Andra Martin

## The Prairie Flower
- Prima televisiva: 12 novembre 1960
- Diretto da: Robert Altman
- Scritto da: Robert J. Shaw

### Trama
- Guest star: Patrice Wymore (Maxine "Bunny" Mallory), Roxanne Arlen (Dodie), David White (Miles MacMahon), Wynn Pearce (Harold Otis), Louise Glenn (Gladys), Gayla Graves (Cindy), Pat Crowley (Mary Lou Weatherbie)

## Brother's Keeper
- Prima televisiva: 19 novembre 1960
- Diretto da: Robert Altman

### Trama
- Guest star: Andrew Duggan (David Lawrence), Grant Williams (George Lawrence), Dianne Foster (Zena Lawrence)

## Judge Seward's Secret
- Prima televisiva: 26 novembre 1960
- Diretto da: Charles Haas

### Trama
- Guest star: Linda Watkins (Claire Seward), Sue Randall (Kathy Potter), Herman Rudin (Rossi), Whit Bissell (giudice Seward)

## White Carnation
- Prima televisiva: 3 dicembre 1960
- Diretto da: Robert Altman
- Scritto da: Laszlo Gorog

### Trama
- Guest star: Adam Williams (Sammy), Vincent Barbi (George), Ray Danton (Dandy Dan Brady), Frank DeKova (Ben Dorschel), Ronald Kindheart (Al), Joseph Julian (Horner)

## Bold Edition
- Prima televisiva: 10 dicembre 1960
- Diretto da: George Waggner
- Scritto da: Laszlo Gorog, Dick Stenger

### Trama
- Guest star: Roxanne Arlen (Sheila), King Moody (Grizzly), Joe Mantell (Eugene Jarech)

## Layoff Charley
- Prima televisiva: 17 dicembre 1960
- Diretto da: Robert B. Sinclair
- Scritto da: Melvin Levy

### Trama
- Guest star: Adrienne Marden (Fannie Webster), Joan Tompkins (Celia Morton), Theodore Marcuse (uomo), Parley Baer (C. W. Webster/Charley), Maurice Dallimore (Sir John Medford), Jimmy Ames (Hood), Robin Blake (Mary Webster), James Forrest (Hugh Medford), Isobel Elsom (Mrs. Vandercook)

## The Maestro
- Prima televisiva: 7 gennaio 1961
- Diretto da: George Waggner

### Trama
- Guest star: Mario Alcalde (Paolo Scarpi), Anthony Caruso (Lombardi), Sharon Wiley (Gina)

## Dance Marathon
- Prima televisiva: 14 gennaio 1961
- Diretto da: Robert Altman
- Scritto da: Lee Loeb

### Trama
- Guest star: Peggy McCay (Libby Norton), Joe De Santis (Nick Zarvis), Claude Akins (capitano Maples)

## Big Town Blues
- Prima televisiva: 21 gennaio 1961
- Diretto da: Robert Sparr

### Trama
- Guest star: Karen Steele (Mae Dailey), Peter Breck (Joe Peabody), John Dennis (Gus), Robert Carricart (Frankie Cardos), Meade Lux Lewis (Jelly Sims), Shirley Knight (Ellie Hollis)

## Coney Red Hots
- Prima televisiva: 28 gennaio 1961
- Diretto da: Charles Haas
- Soggetto di: Leo Townsend

### Trama
- Guest star: Jerry Oddo (Lou Brazil), Billy Gilbert (Gus Weber), Buddy Lewis (Freddy the Mustard), Harry Seymour (Commissioner Feeney), Barbara Hines (Patsy), Eileen Gallagher (Violet), Judi Meredith (Greta Weber), Joseph Gallison (Joe Mason)

## Two a Day
- Prima televisiva: 4 febbraio 1961
- Diretto da: Robert Altman

### Trama
- Guest star: John van Dreelen (Alonzo the Great), Robert McQueeney (Robert Dennis), Billy M. Greene (Max), Lyle Talbot (Harris), Randy Stuart (Else)

## Black Saturday
- Prima televisiva: 11 febbraio 1961
- Diretto da: Edward Dein
- Scritto da: Robert E. Thompson, Shirl Hendryx

### Trama
- Guest star: Max Baer, Jr. (Sanders), Allen Jaffe (Carney), William Bakewell (Sorenson), Bob Shield (annunciatore), Richard Rust (Johnny Martin), Claire Carleton (Ann Gray), Robert H. Harris (Archie Stone), John Nolan (Chipper), Alan Napier (Dunston), Penny Parker (Muriel Dunston)

## Lucky Charm
- Prima televisiva: 18 febbraio 1961
- Diretto da: George Waggner
- Scritto da: Ron Bishop

### Trama
- Guest star: Arch Johnson (Big Dan Mahoney), Gayla Graves (Hat check girl), Sam Gilman (Happy Wertz), Vincent Barbi (Ape Samuels), Billy M. Greene (Lefty Ferrity), Gregory Gaye (Andre), Arthur Kendall (Hood), Cesare Danova (King Cole)

## Pie in the Sky
- Prima televisiva: 25 febbraio 1961
- Diretto da: Robert Sparr

### Trama
- Guest star: Will Hutchins, Jennifer West (Luana), Anthony Caruso (Lombardi)

## The Vamp
- Prima televisiva: 4 marzo 1961
- Diretto da: Leslie H. Martinson

### Trama
- Guest star: Gregory Gaye (Andre), John Harmon (Hobart Q. Bushnell), Ray Danton (Harry Shayne), Gayla Graves (Hat check girl), Alex Gerry (Max Felix), Grace Gaynor (Marie Nari), Lewis Charles (Candy Candell), Carleton Young (Boswell), Leonard Bremen (Benny), Mari Blanchard (Zelda Valmy)

## War with the Night Hawkers
- Prima televisiva: 11 marzo 1961
- Diretto da: George Waggner

### Trama
- Guest star: Joe Di Reda (Pennell), Tom Jackson (Pop Shipley), Pat McCaffrie (O'Keefe), Julian Burton (Bertie Chapman), Dawn Wells (Gloria), Paul Langton (tenente Carey), Robert Lowery (Jimmy Tate)

## The Twelfth Hour
- Prima televisiva: 18 marzo 1961
- Diretto da: Irving J. Moore

### Trama
- Guest star: Gigi Perreau, Bernard Fein (Hillman), Lillian Bronson (Zoe), Joseph Gallison (Gerald North III)

## The Salvation of Killer McFadden
- Prima televisiva: 1º aprile 1961
- Diretto da: George Waggner

### Trama
- Guest star: Dort Clark (Willie), Joey Faye (Bum), John Hoyt (Quaine), Jean Allison (Joan), Biff Elliot (Killer McFadden)

## The Fifth Pin
- Prima televisiva: 8 aprile 1961
- Diretto da: Robert Sparr

### Trama
- Guest star: Michael Pate (Frankie Delain), Claire Griswold (Mary)

## The Red Carpet
- Prima televisiva: 15 aprile 1961
- Diretto da: Robert Douglas
- Soggetto di: Leonard Brown

### Trama
- Guest star: Herman Rudin (Hood), Harry Dean Stanton (Fingers), Edgar Barrier (colonnello Popescu), Robert Cornthwaite (Stegner), Gregory Gaye (Andre), Louise Glenn (Gladys), John Ramondetta (Anthony Dormer), Christine White (Helen Bond)

## Scandal Sheet
- Prima televisiva: 22 aprile 1961
- Diretto da: Irving J. Moore

### Trama
- Guest star: Jean Blake (Marilyn Taggert), Berry Kroeger (Mark Braddock), Guy Stockwell (Jay Jameson)

## Mademoiselle from Armentieres
- Prima televisiva: 29 aprile 1961
- Diretto da: Leslie H. Martinson
- Scritto da: Edwin Blum

### Trama
- Guest star: John Harmon (Gil Lewis), Johnny Seven (Barney Cooper), Gladys Holland (Suzette Marchand), Henry Slate (Charlie), Louise Glenn (Gladys), Gregory Gaye (Andre), Ed Peck (Phil Newton), Elliott Reid (Alvin Jones)

## Among the Missing
- Prima televisiva: 6 maggio 1961
- Diretto da: Irving J. Moore

### Trama
- Guest star: Jack Ging (Jim Everly), Valerie Allen (Nancy Ritter), Robert F. Simon (King Ritter), Ric Marlow (Tom Kulick)

## Right Off the Boat
- Prima televisiva: 13 maggio 1961
- Diretto da: Robert Altman

### Trama
- Guest star: Roger Moore ("14 Carat" Jones), Sherwood Price (Kenyon), John Kellogg (Rycker)

## Right Off the Boat
- Prima televisiva: 20 maggio 1961
- Diretto da: Robert Altman

### Trama
- Guest star: Joan Marshall (Carla), Sherwood Price (Kenyon), Roger Moore ("14 Carat" Jones)

## Million Dollar Suit
- Prima televisiva: 27 maggio 1961
- Diretto da: Leslie H. Martinson

### Trama
- Guest star: Frank DeKova (Tony Manaci), Mario Siletti (Angelo), Rudy Solari (Joe Manaci), Leo Gordon (Damion), Barry Kelley (Sayer), Bambi Hamilton (Miss Toothpick)

## Royal Tour
- Prima televisiva: 3 giugno 1961
- Diretto da: Robert Altman

### Trama
- Guest star: Oscar Beregi, Jr. (Count Diedrich), Midge Ware (Susie Morris), Joe Turkel (Anders), Alexander Davion (Prince Frederick), Richard Benedict (Bert)